# Namibiocossus punctifera
Namibiocossus punctifera is een vlinder uit de familie van de houtboorders (Cossidae). De wetenschappelijke naam van deze soort is voor het eerst gepubliceerd in 1929 door Max Gaede.
De soort komt voor in Angola, Namibië en Zuid-Afrika.